# キム・インソク
キム・インソク（朝: 김인석、1983年9月4日-）は、韓国の人権活動家、市民運動家であり、企業人ある。 男性連帯の事務総長、男性連帯代表職務代行などを歴任した。2013年11月から2014年3月までは男性連帯の共同代表であった。
釜山広域市連山洞出身で、京畿道加平郡に移住しており、東洋工業高等学校を卒業した。2004年5月韓国陸軍首都機械化歩兵師團（猛虎部隊）の兵士として入隊、2005年9月陸軍伍長にあるときに副士官に対応して陸軍下士に任官された。その後、2012年9月中士に予備役編入した。2011年男性連帯に参加し2012年9月予編以降、男性連帯に自願奉仕参加している途中、2012年11月から男性連帯事務總長を歴任した。2013年2月26日、ソウル特別市庁を訪問し朴元淳（パク·ウォンスン）ソウル特別市長と面談し、女性のアパートが男性差別であることを指摘した。また、勤労青少年の賃貸マンション（女性労働者が入居可能）、女性専用の賃貸アパートと女子大生寮などは男子、男子労働者を配慮しない政策だと抗議した。2013年3月男性連帯の広報チーム長キム・ドングンなどと共に、女性部に電話して女性の加算点などは、男性を差別する逆差別政策だと抗議した。
2013年7月29日から8月まで成在基葬儀の遺体安置所に自願奉仕として参加した。 以来、彼はキム・ドングン、チャン・ヨンシルなどと共に成在基死後の混乱を収拾した。 8月1日から9月29日までに、男性連帯緊急対策委員の一人に選出され、9月14日からは、男性連帯の事務局長になった。 9月29日からは、男性連帯の代表職務代行を務めた。11月15日キム・ドングンと一緒に男性連帯の共同代表に選出された。 以来、全国の一人暮らしの父親の家にキムチなどのおかず配信事業を始めた。 2014年2月4日キム・ドングンなどと共に、ソウル鍾路区の女性部庁舎前で「女性部が対国民詐欺をやめなければならない」と糾弾集会を開いた。
2014年3月11日個人的な事情で、男性連帯共同代表職を辞任している。